# Yacare kajmán
A yacare kajmán (Caiman yacare) a hüllők (Reptilia vagy Sauropsida) osztályának krokodilok (Crocodilia) rendjébe és a aligátorfélék (Alligatoridae) családjába tartozó faj.

## Előfordulása
Dél-Amerika középső területein honos, Argentína északi részétől kezdve Uruguayon és Peru északkeleti részén át Kelet-Bolíviáig, illetve Brazília középső és délnyugati részéig, valamint Paraguay folyóin. Csak a brazíliai Pantanal Természetvédelmi Területen tízmilliósra becsült egyedszámú állománya él, ami így valószínűleg a föld legnagyobb különálló krokodilpopulációját alkotja.

## Megjelenése
A kisebb, vagy legfeljebb középtermetű krokodilfélék közé tartozik, a kifejlett hímek zömmel 2-2,5 méteres nagyságúak, ritkán elérhetik a 3 méteres hosszúságot is. (Állítólag észlelték már 4 méteres példányát is Pantanalban, de ez az adat megerősítést igényel.) A nőstények jóval kisebbek a hímeknél, átlagos testhosszuk 1,4 méter. A faj példányainak testtömege a hímek esetében elérheti az 58 kilogrammot, a nőstények esetében 14 és 23 kilogramm között mozog.
Viszonylagosan kis mérete miatt könnyen válhat jaguárok és anakondák zsákmányává.
|  |  |

## Táplálkozása
Fő táplálékai halak (különösen a piráják), kisebb emlősök, madarak, puhatestűek és kagylók. Nagyobb példányai esetenként elejthetnek akkora emlősöket is, mint a vízidisznók, de a faj az emberre általánosságban nem jelent halálos veszélyt.

## Galéria

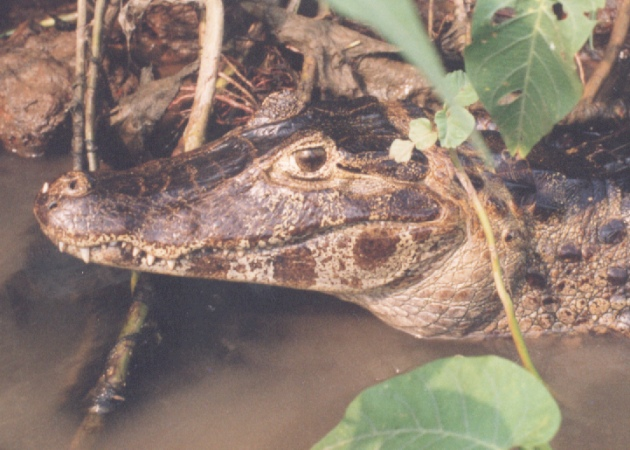
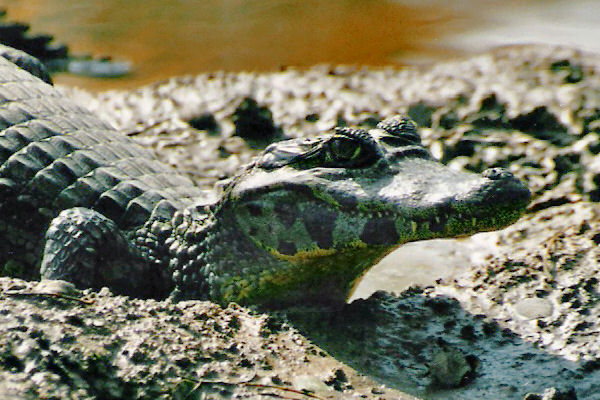
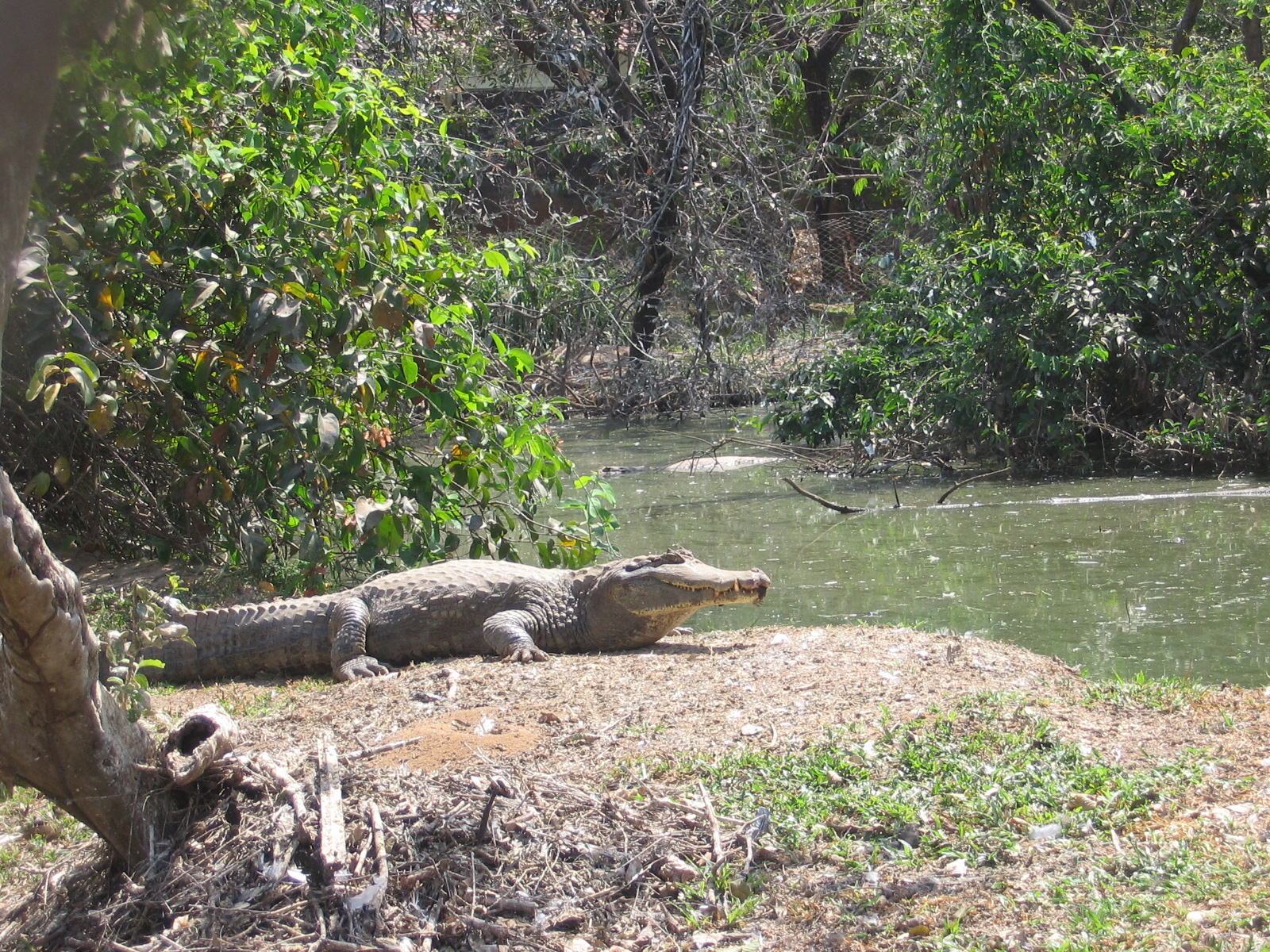
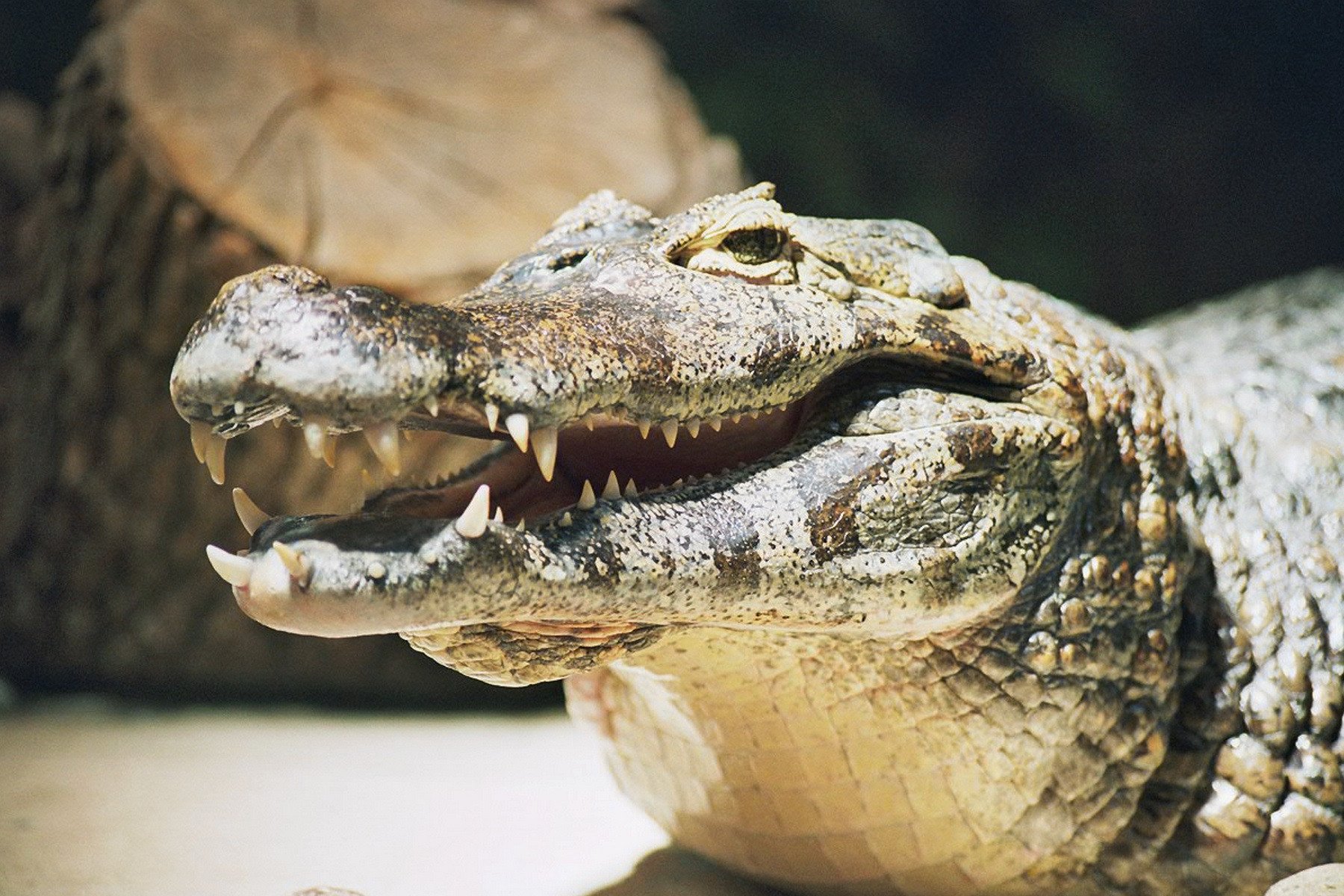
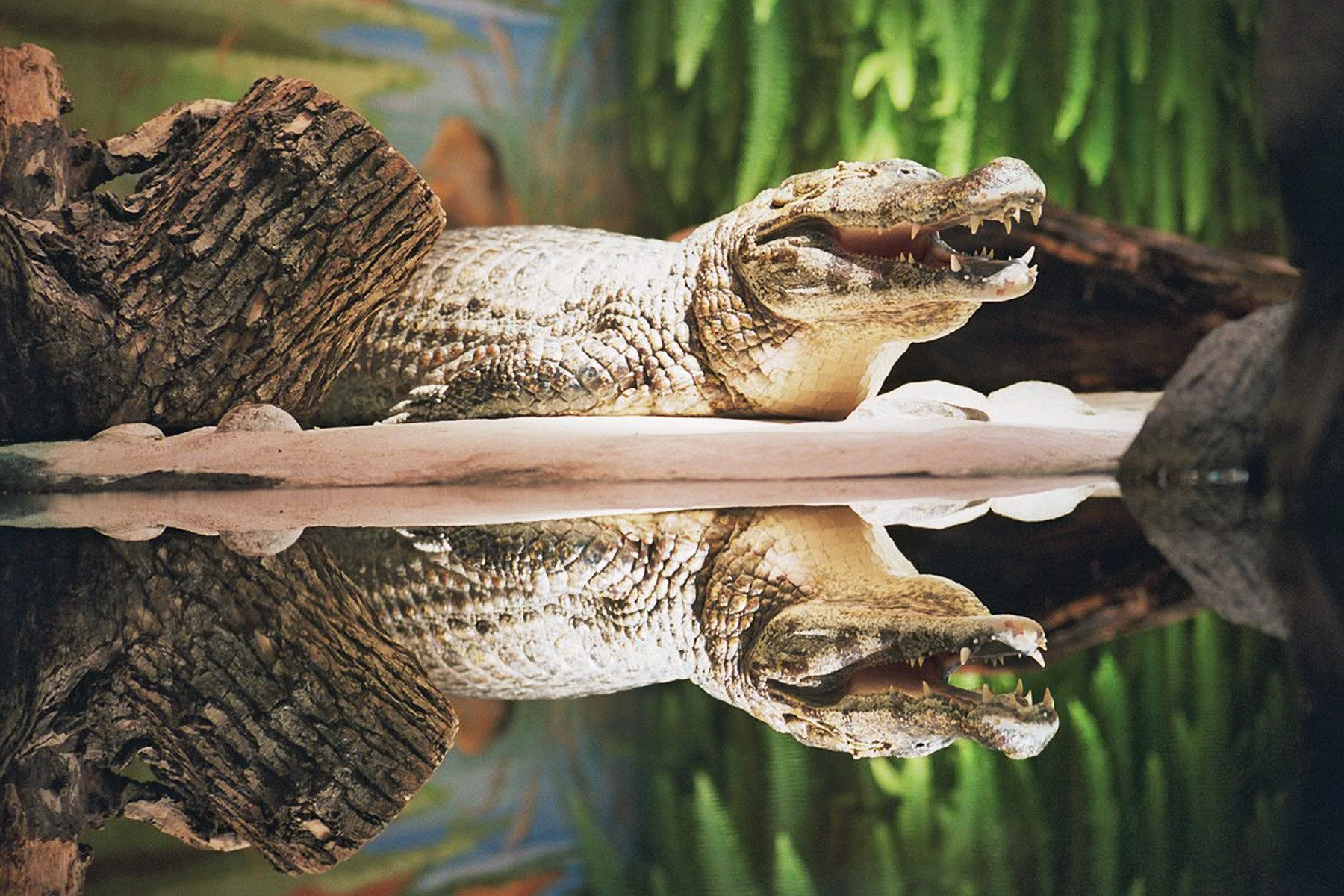
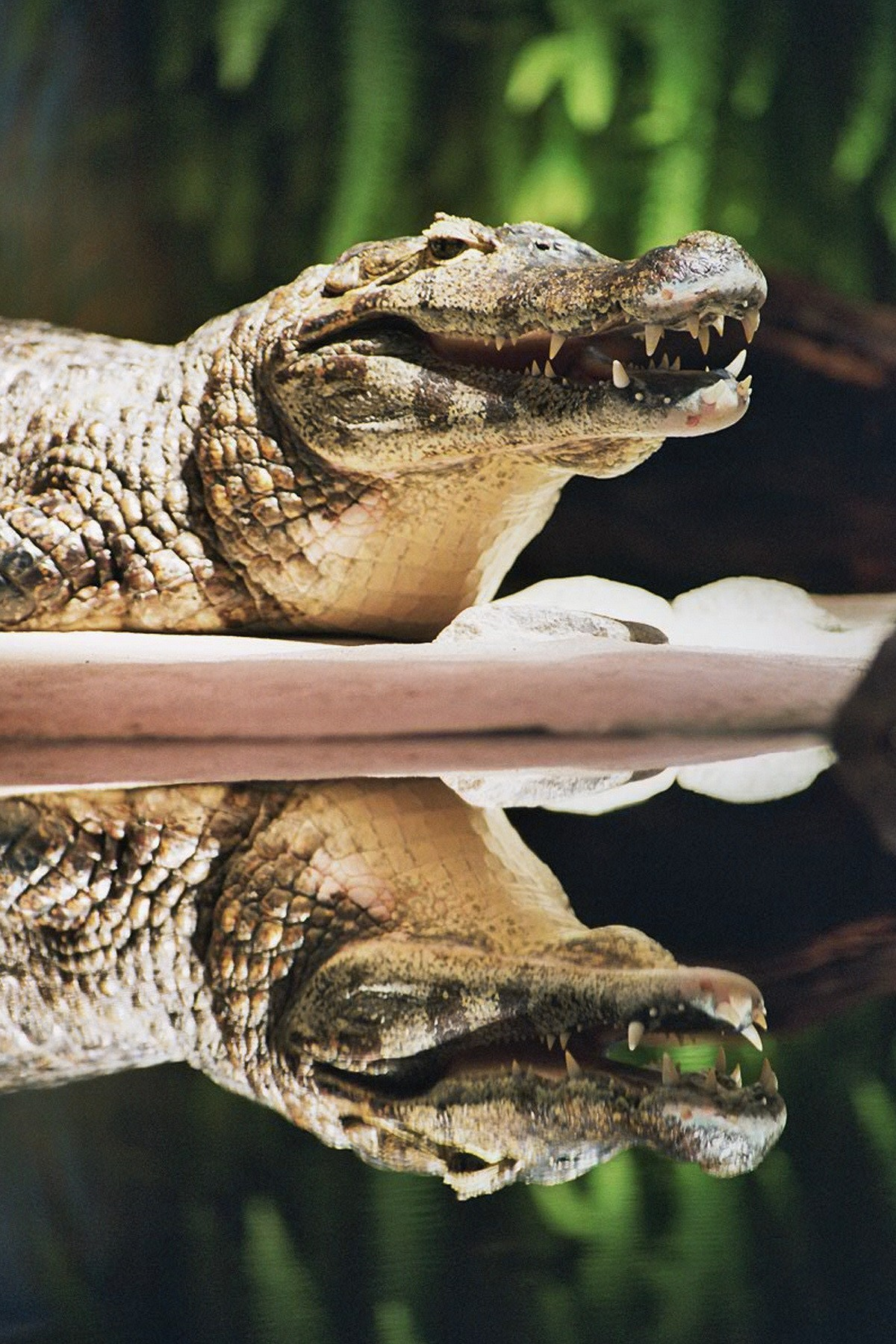

## Fordítás
- Ez a szócikk részben vagy egészben  a   Yacare Caiman című angol Wikipédia-szócikk fordításán alapul.  Az eredeti cikk szerkesztőit annak laptörténete sorolja fel. Ez a jelzés csupán a megfogalmazás eredetét és a szerzői jogokat jelzi, nem szolgál a cikkben szereplő információk forrásmegjelöléseként.